# Oštećenja ozonskog omotača
Najčešći uzroci oštećenja ozonskog omotača su emisije supstanci, koje u različitim kombinacijama sadrže hemijske elemente hlor, fluor, brom, ugljenik i vodonik, poznatije pod nazivom supstance koje oštećuju ozonski omotač.
Pored freona (CFC-a i HCFC-a) i halona, tu se još ubrajaju ugljen tetrahlorid, metil bromid, metil hloroform i bromohlorometan. Ove supstance imaju široku primjenu kao rashladna sredstva u frižiderima, zamrzivačima i drugim rashladnim uređajima, klima-uređajima i toplotnim pumpama, aerosol raspršivačima, sredstvima za stvaranje pene, sredstvima za čišćenje i aparatima za gašenje požara.
Supstance koje oštećuju ozon se razgrađuju pod uticajem kratkotalasnog zračenja Sunca, uzrokujući oslobađanje hlora i broma. Ovi gasovi negativno utiču na ozon jer katalitički djeluju na hemijske reakcije koje ga uništavaju.

## Ozonska rupa
Ozonska rupa je naziv koji se koristi da označi vrstu promene u visokim i razređenim slojevima atmosfere gde je prirodno značajno prisustvo molekula ozona (alotropske modifikacije kiseonika). Ozonska rupa je mesto u atmosferi gde je došlo do smanjenja ili čak i nestajanja ozona iz ovog sloja.
Usled prevelike upotrebe freona (hemikalija koje su se ranije često koristile kao potisni gas, npr. u dezodoransima i lakovima za kosu, ili kao rashladni materijali frižiderima i klima-uređajima), halona (upotrebljava se kao sredstvo za gašenje požara u protivpožarnim uređajima) danas dolazi do oslobađanja ovih gasova u atmosferu, uključujući i visoke slojeve. Kada se nađu u visokim slojevima ovi gasovi se pod uticajem ultraljubičastog zračenja oslobađaju hlor koji izaziva oštećenja ozonskog omotača odnosno razlaganje na obične molekule kiseonika. Usled slabijeg efekta filtriranja to dovodi do jačeg Sunčevog ultraljubičastog zračenja štetnog za zdravlje ljudi, a koje može izazvati različita oštećenja oka, slabljenje imunološkog imuniteta, pa čak i rak kože. Povećano ultraljubičasto zračenje nepovoljno deluje na kompletan živi svet na Zemlji, i životinje i biljke. Povećanje intenziteta Sunčevog zračenja dovodi i do globalnog zagrevanja.
Ozonski sloj se može oporaviti ako se prestanu upotrebljavati stvari koje ga oštećuju. Zbog toga je, u poslednjih godina, u većini zemalja ograničena upotreba tih hemikalija, i one su zamenjene drugim hemikalijama koje su po prirodi manje štetne.

## Literatura
- Dray, Philip; Cagin, Seth (1993). Between earth and sky: how CFCs changed our world and endangered the ozone layer. New York: Pantheon Books. ISBN 0-679-42052-5.
- Roan, Sharon (1989). Ozone crisis: The 15-year evolution of a sudden global emergency. New York: Wiley. ISBN 0-471-52823-4.
- Schiff, Harold; Dotto, Lydia (1978). The Ozone war. Garden City, N.Y: Doubleday. ISBN 0-385-12927-0.
- Richard Elliot Benedick (1991). Ozone diplomacy: New directions in safeguarding the planet. Cambridge: Harvard University Press. ISBN 0-674-65001-8. (Ambassador Benedick was the Chief U.S. Negotiator at the meetings that resulted in the Montreal Protocol.)
- Litfin, Karen (1994). Ozone discourses: Science and politics in global environmental cooperation. New York: Columbia University Press. ISBN 0-231-08137-5.
- Grundmann, Reiner (2001). Transnational Environmental Policy: Reconstructing Ozone. London: Routledge. ISBN 0-415-22423-3.
- Newman, P. A., Kawa, S. R. and Nash, E. R. (2004). „On the size of the Antarctic ozone hole?”. Geophysical Research Letters. 31 (21): L12814. Bibcode:2004GeoRL..3121104N. doi:10.1029/2004GL020596.
- E. C. Weatherhead, S. B. Andersen (2006). „The search for signs of recovery of the ozone layer”. Nature. 441 (7089): 39—45. Bibcode:2006Natur.441...39W. PMID 16672963. doi:10.1038/nature04746.

## Spoljašnje veze
- Oštećenja ozonskog omotača na veb-sajtu  (језик: енглески)
- Ozon